# Aleksandria Druga
Aleksandria Druga (prononciation : [alɛkˈsandrja ˈdruɡa]) est une localité polonaise de la gmina de Konopiska, située dans le powiat de Częstochowa en voïvodie de Silésie.